# Euvrilletta hirsuta
Euvrilletta hirsuta är en skalbaggsart som beskrevs av White 1985. Euvrilletta hirsuta ingår i släktet Euvrilletta och familjen trägnagare. Inga underarter finns listade i Catalogue of Life.